# Лин, Джастин
Линь Иби́нь (кит. трад. 林詣彬, пиньинь Lín Yìbīn), в возрасте восьми лет переехавший в США и ставший известным как Джастин Лин (англ. Justin Lin; род. 11 октября 1971) — американский кинорежиссёр, сценарист и кинопродюсер, снявший пять частей киносериала «Форсаж».

## Биография
Джастин Лин родился 11 октября 1971 года в городе Тайбэй и вырос в Оранж-Каунти, штат Калифорния. Он получил степень МФА, окончив факультет режиссуры в университете Лос-Анджелеса. В 1997 году совместно с Квентином Ли (Quentin Lee) он представил общественности картину «Shopping for Fangs». Его сольный кинодебют под названием «Завтра повезет больше» наделал много шума в узких кругах кинематографистов. Лин выступил в роли режиссёра, сценариста и продюсера криминальной драмы о жизни современных подростков в Азии, которые ведут двойную жизнь. Его следующая работа «Поединок» получила смешанные отзывы критиков, но также нашла свою аудиторию — более четырёх миллионов копий DVD разошлось по всему миру. В центре сюжета фильма — жизнь новобранца элитной военно-морской академии Аннаполис, который бросает вызов всем устоявшимся жестким правилам. Летом 2006 года на киноэкраны вышел «Тройной форсаж: Токийский дрифт», сиквел нашумевшего фильма. Это была первая режиссёрская работа Джастина Лина с бюджетом такого масштаба. Он ничуть не разочаровал поклонников, представив зрелищный и динамичный сюжет. Сам режиссёр водит автомобиль марки SAAB, что кажется странным зрителям «Форсажа», любителям суперкаров и тюнинговых машин. После премьеры «Токийского дрифта» Джастин Лин продолжил снимать независимое кино. В 2007 году он выпустил ленту «Завершая игру», комедийную интерпретацию событий, сопровождавших съёмки последнего фильма Брюса Ли (Bruce Lee) «Игра смерти». Премьера состоялась на кинофестивале «Сандэнс». На этом же фестивале режиссёр представил короткометражную ленту «La revolución de Iguodala!». Позже Джастин Лин вернулся к франшизе и снял четвёртую часть «Форсажа». В первый же день релиза экшен собрал более тридцати с половиной миллиона долларов и стал одним из самых кассовых фильмов за всю историю апрельских кинопремьер. Через два года этот рекорд побил очередной проект Джастина Лина «Форсаж 5». Лин также снял несколько эпизодов сериала «Сообщество», в том числе известную серию «Modern Warfare». В 2009 году он стал основателем популярного американского блога для азиатов: www.YouOffendMeYouOffendMyFamily.com (YOMYOMF). В апреле было объявлено, что Джастин Лин станет режиссёром следующего фильма «Терминатор», но в итоге право на съемку фильма выиграла кинокомпания Annapurna Films.

### Форсаж 10
Джастин Лин выступил сосценаристом фильма «Форсаж 10» и первоначально был его режиссёром. Через неделю после начала съёмок Лин покинул пост режиссёра из-за «творческих разногласий», в результате чего основное производство фильма было остановлено. Тем не менее, Лин остался в проекте в качестве продюсера. Позднее сообщалось, что Лин конфликтовал на съёмочной площадке с исполнителем главной роли Вином Дизелем, который якобы вышел из формы, часто опаздывал и не помнил своих реплик. Лин также был расстроен переписыванием своего сценария, изменением места съёмок и тем, что один из злодеев фильма ещё не был выбран; разногласия с Дизелем, как сообщается, обострились до такой степени, что Лин крикнул: «Этот фильм не стоит моего психического здоровья». Вторая группа продолжала съёмки без режиссёра в Великобритании, в то время как студия искала замену режиссёру. Сообщается, что Universal Pictures тратила около 1 миллиона долларов в день, чтобы приостановить производство.
2 мая 2022 года Луи Летерье был назначен режиссёром фильма.

## Фильмография
| Год       |   | Русское название                   | Оригинальное название                 | Роль                               |
| --------- | - | ---------------------------------- | ------------------------------------- | ---------------------------------- |
| 1997      | ф | Shopping for Fangs (англ.)         | Shopping for Fangs                    | режиссёр, сценарист                |
| 2000      | ф | Crossover (англ.)                  | Crossover                             | режиссёр, сценарист, продюсер      |
| 2002      | ф | Завтра повезет больше              | Better Luck Tomorrow                  | режиссёр, сценарист, продюсер      |
| 2005      | ф | Spotlighting (англ.)               | Spotlighting                          | режиссёр, продюсер                 |
| 2006      | ф | Поединок                           | Annapolis                             | режиссёр                           |
| 2006      | ф | Тройной форсаж: Токийский дрифт    | The Fast and the Furious: Tokyo Drift | режиссёр                           |
| 2007      | ф | Заканчивая игру (фильм)            | Finishing the Game                    | режиссёр, сценарист, продюсер      |
| 2007      | ф | La revolución de Iguodala! (англ.) | La revolución de Iguodala!            | режиссёр, сценарист, продюсер      |
| 2009      | ф | Форсаж 4                           | Fast & Furious                        | режиссёр                           |
| 2009—2010 | с | Сообщество                         | Community                             | режиссёр 3-х серий                 |
| 2011      | ф | Форсаж 5                           | Fast Five                             | режиссёр                           |
| 2013      | ф | Форсаж 6                           | The Fast and the Furious 6            | режиссёр                           |
| 2014—2018 | с | Скорпион                           | Scorpion                              | режиссёр, исполнительный продюсер  |
| 2015      | с | Настоящий детектив                 | True Detective                        | режиссёр                           |
| 2016      | ф | Стартрек: Бесконечность            | Star Trek Beyond                      | режиссёр                           |
| 2017—2025 | с | Спецназ города ангелов             | S.W.A.T.                              | режиссёр, исполнительный продюсер  |
| 2018      | с | Частный детектив Магнум            | Magnum P.I.                           | режиссёр, продюсер                 |
| 2019—2023 | с | Воин                               | Warrior                               | создатель, исполнительный продюсер |
| 2021      | ф | Форсаж 9                           | Fast & Furious 9                      | режиссёр                           |
| 2022      | с | Конец игры                         | The Endgame                           | режиссёр, исполнительный продюсер  |
| 2023      | ф | Форсаж 10                          | Fast Х                                | сосценарист, продюсер              |
| 2025      | ф | Форсаж 11                          | Fast 11                               | сосценарист, продюсер              |
| 2025      | ф | Последние дни Джона Аллена Чау     | The Last Days of John Allen Chau      | режиссёр                           |